# Acrotriche parviflora
Acrotriche parviflora är en ljungväxtart som först beskrevs av Stschegl., och fick sitt nu gällande namn av Hislop. Acrotriche parviflora ingår i släktet Acrotriche och familjen ljungväxter. Inga underarter finns listade i Catalogue of Life.